# Július Barč-Ivan
Július Barč-Ivan, pseudonym Teta Mahuliena (1. května 1909, Krompachy – 25. prosince 1953, Martin) byl slovenský spisovatel, jeden z nejvýznamnějších představitelů slovenské meziválečné literatury. Nejvíce ceněná jsou jeho dramata; kromě divadelních her se věnoval také prozaické a v malé míře i publicistické tvorbě.

## Život

### Mládí a studium
Narodil se v roce 1909 v dvojjazyčné učitelské rodině (matka byla maďarského původu), jeho otcem byl Július Barč, jeho matkou Alžběta rozená Ivanová. Na základní školu chodil v Krompachách, gymnaziální studia absolvoval postupně v Spišské Nové Vsi, Kežmarku, Košicích a Prešově, kde v roce 1926 složil maturitu. V letech 1926–1927 začal studovat právo v Praze, ale tato studia musel kvůli dlouhotrvající plicní nemoci zanechat. Pak krátce (deset měsíců) působil na košickém berním úřadě a v roce 1928 nastoupil na bratislavskou evangelickou fakultu.

### Kněžská dráha a působení v Martině
Po ukončení studia v roce 1934 byl vysvěcen za kněze a začal působit jako kaplan v Užhorodu, pak jako farář v Pozdišovcích, později jako administrátor evangelického církevního sboru.
V roce 1942 začal pracovat jako tajemník Slovenské národní knihovny v Martině; redigoval zde odborná periodika (Obežník Slovenskej národnej knižnice, Slovenská národná knižnica) a během SNP vedl rovněž Národné noviny. V letech 1946–1948 užíval stipendium na podporu publikační činnosti od Matice slovenské; poté se stal referentem této slovenské národní kulturní instituce a až do své předčasné smrti v roce 1953 zde působil jako referent a katalogizátor knih.

### Osobní život
V roce 1948 se oženil, ale jeho manželství trvalo pouze tři měsíce. Na konci života měl psychické problémy a trpěl Parkinsonovou chorobou.[zdroj?]

## Literární tvorba
Debutoval v roce 1933 knižním vydáním tří povídek, ale už předtím uveřejňoval časopisecky publicistické prózy (Vesna, Národné noviny). Ve svých dílech podával výpověď o životní a společenské realitě, využíval vzpomínky na dětství, vyjadřoval svůj soucit s utlačovanými a pronásledovanými (sociální témata), svým motivům dával utopický podtext.
Věnoval se i próze a publicistice, která vyšla posmrtně ve výběru Cesta myšlienky (1971). Kromě sbírek novel a povídek vydal i autobiograficky stylizovaný psychologický román a filmový scénář Pieseň.

### Dramatická tvorba
V kontextu vývoje slovenské literatury jsou významná jeho dramata. Napsal celkem 12 divadelních her, z nichž nejvýznamnější je tragédie Matka (1943). V této hře, stejně jako v mnoha dalších svých dílech, Barč uplatňuje přístupy psychologické analýzy svých postav. Slovenské drama obohatil o nová témata a prostředky; jeho dílo bylo ovlivněno tvorbou světových autorů (Ibsen, Strindberg, Barlach, Dostojevskij). Až do osvobození byl jediným soustavně píšícím slovenským dramatikem.
Přestože jeho hry jsou na českých scénách k vidění poměrně zřídka, v posledních letech bylo v českých divadlech uvedeno několik jeho dramat:
- v sezóně 2002-2003 uvedlo Středočeské divadlo hru Matka[2]
- v roce 2010 uvedl studentský divadelní festival Zlomvaz hru 3000 ľudí[3]
- v sezóně 2013-2014 uvedlo Divadlo na Vinohradech hru Dvaja,[4] přičemž šlo o první profesionální nastudování tohoto díla v Česku.[5]

## Dílo

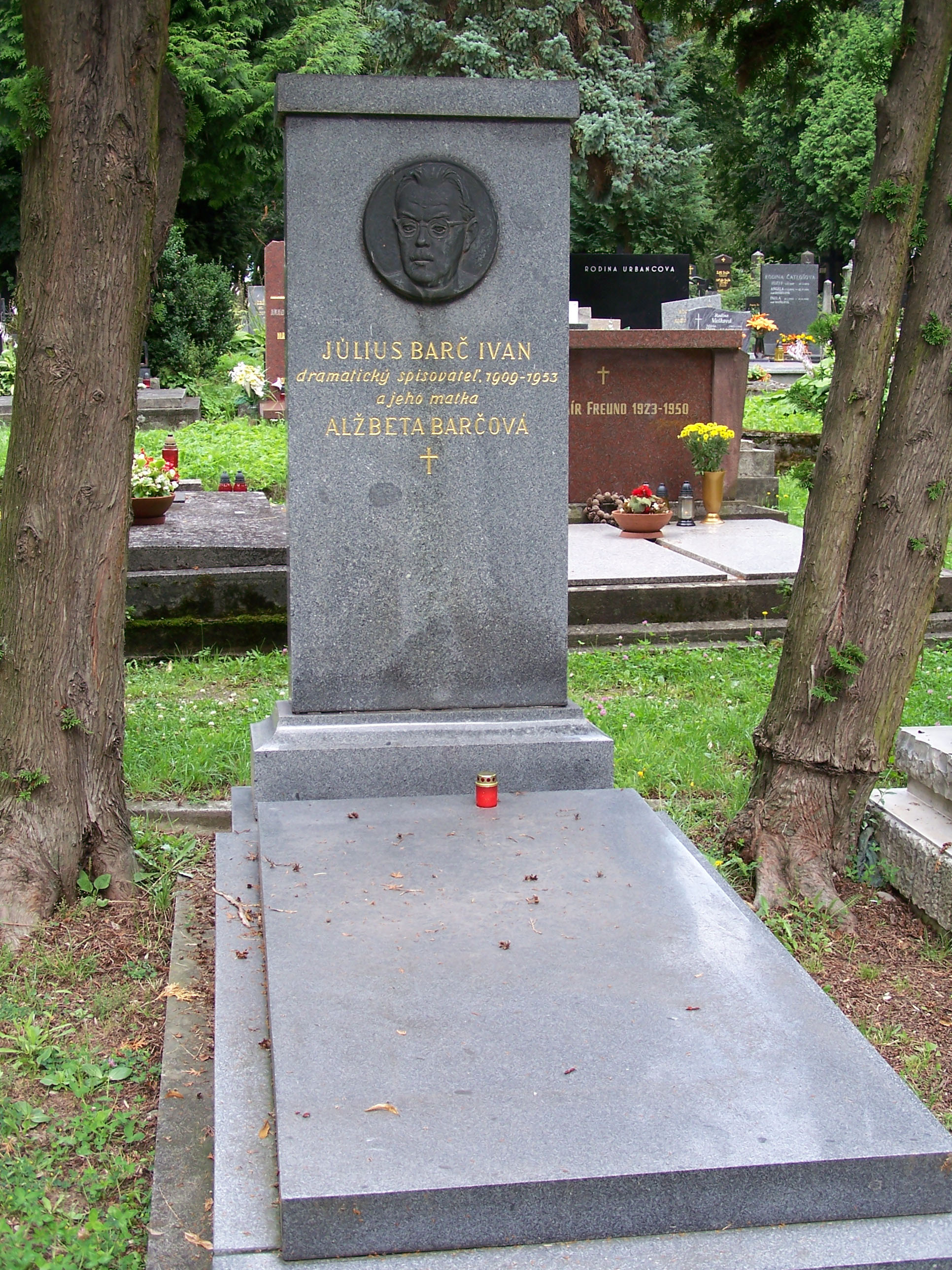
Náhrobek v Martině

### Próza
- 1933 – Pohádka, sbírka povídek
- 1940 – Predposledný život, sbírka novel
- 1948 – Železné ruky, román
- 1950 – Cesta ďaleká
- 1957 – Husličky z javora, posmrtně vydaný román
- 1968 – Úsmev bolesti, posmrtně vydaná sbírka novel z let 1945–1948
- 1971 – Cesta myšlienky, posmrtný výběr publicistiky

### Drama
- 1934 – 3000 ľudí (knižně vyšlo v roce 1935)
- 1936 – Človek, ktorého zbili (knižně vyšlo v roce 1964)
- 1936 – Pevec boží, hra čerpající ze života J. Třanovského
- 1938 – Diktátor, prošla cenzurou (knižně vyšlo v roku 1981)
- 1939 – Na konci cesty (knižně vyšlo v roku 1942)
- 1940 – Mastný hrniec, satirická komedie; prošla cenzurou (knižně vyšlo v roku 1941)
- 1943 – Matka
- 1944 – Neznámy
- 1945 – Dvaja (česky Dva)
- 1947 – Veža (knižně vyšlo v roku 1948)
- 1948 – Koniec, divadelní hra (pouze rukopis)
- 1950 – Poeta laureatus, divadelní hra (knižně vyšlo v roku 1981)